# Журнал экспериментальной психологии: человеческое восприятие и деятельность
Журнал экспериментальной психологии: человеческое восприятие и деятельность — рецензируемый академический журнал, издаваемый американской психологической ассоциацией. Он был создан в 1975 году как независимый раздел «Журнала экспериментальной психологии» и освещает исследования в области экспериментальной психологии. Журнал «публикует исследования по восприятию, контролю действий, перцептивным аспектам обработки речи и связанным с ними когнитивным процессам».
Журнал внедрил «Руководство по продвижению прозрачности и открытости» (TOP). Руководство TOP обеспечивает структуру планирования исследований и отчётности и направлено на то, чтобы сделать исследования более прозрачными, доступными и воспроизводимыми.
Журнал включает три типа статей:
- наблюдения,
- отчёты,
- комментарий.

Главный редактор — Изабель Готье (Университет Вандербильта).

## Абстрагирование и индексирование
Журнал реферируется и индексируется MEDLINE / PubMed и Индексом цитирования социальных наук. Согласно Journal Citation Reports, импакт-фактор журнала на 2020 год составляет 3,332.